# Farkas Andrea
Farkas Andrea (Budapest, 1969. szeptember 1. –) olimpiai ezüst- és bronzérmes, világbajnoki ezüstérmes magyar kézilabdázó és labdarúgó. 

## Pályafutása
1969. szeptember 1-jén született. 1988-ban érettségizett a Pesti Barnabás Élelmiszeripari Szakközépiskolában.

### Kézilabdázóként
12 évesen az FTC csapatában kezdte a kézilabdázást, rögtön kapus poszton. Nevelőedzője Radványi Tibor volt. Innen a Budapesti Spartacusba került (1989-1993), majd szerződött vissza újra a Ferencvároshoz. Itt négyszeres bajnok és magyar kupa győztes lett, 1994-ben KEK döntőt játszott. 1997 nyarán a Dunaferrhez igazolt, ahol kétszer nyerte meg a magyar bajnokságot és háromszor a magyar kupát. 1998-ban EHF-kupagyőztes, 1999-ben BL-győztes lett a klubbal.
A magyar válogatottban 1995-ben mutatkozott be és 2001-ig 131 alkalommal szerepelt a nemzeti együttesben. 1995-ben az osztrák-magyar közös rendezésű világbajnokságon az ezüstérmes csapat tagja volt. A következő évben az atlantai olimpián bronzérmet szerzett a csapattal. A csapat tagjaként a Köztársaság Ezüstkeresztje érdemrendet vehette át Göncz Árpád köztársasági elnöktől. 1998-ban Európa-bajnoki bronzérmes Hollandiában. 2000-ben a Sydney-i olimpián ezüstérmet szerzett csapat kapusa.
2000-ben külföldre szerződött a francia Metz Handball együtteséhez. 2002-ben francia bajnokként távozott a csapattól. A következő idényben hazatért és az Alcoa FKC együttesében védett, majd a Vasasban játszott egy idényen át. 2004–05-ben a szlovén RK Krim Ljubljana csapatához szerződött, ahol bajnok és kupagyőztes lett. Ezt követően visszavonult a profi kézilabdázástól és a Vasasnál lett kapusedző. 2006 tavaszán a Győri ETO KC első számú kapusa, Herr Orsolya térdsérülést szenvedett az EHF Kupagyőztesek kupája döntő találkozói előtt. A két mérkőzésre Farkas Andreát szerződtette a győri klub. A Győr végül 51–48-ra elvesztette a döntőt.
A Vasasnál Tóth Zsanett és Triffa Ágnes edzője volt. Később dolgozott a Százhalombattai KE és a Hort SE fiúcsapatainál, továbbá a magyar ifjúsági válogatottnál is (Bíró Blanka, Szemerey Zsófia). 7 éven keresztül saját kapusiskolát működtetett, nyári táboraiban sok, ma is aktív kézilabdás fordult meg.
Sokak meglepetésére 41 évesen 2010 januárjában fél évre leszerződött a luxemburgi Roude Léiw Bascharage csapatához, amely a német negyedosztályt megnyerve felkerült a harmadosztályba.
2012-2014 között a Siófok KC-nál dolgozott, ezután 1 évig a Dunaújvárosi Kohász csapatánál dolgozott. Triffa Ágnes és Oguntoye Viktória tanítványaival EHF-kupát nyert a 2015/16-os szezonban. Ezután a Kisvárdai KC-nél lett felnőtt, junior és ifi kapusedző 2017 februárjától egy évig.2020/2021 NB:1 es szezonban 3.helyen végzett a Mosonmagyaróvári KC-val.

### Strandkézilabdázóként
Játékosként kétszeres magyar bajnok. 2016-2019 között a felnőtt női válogatott másodedzője, kapusedzője.

### Labdarúgóként
2009. szeptember és 2012 között igazolt futsal játékos volt az Alba-Vesta csapatánál. 2011. november 10-én szerződtette az élvonalbeli Astra Hungary nagypályás labdarúgócsapata. 2012. március 10-én a Ferencváros ellen lépett először a pályára, csereként a második félidőben. A találkozó 5–1-es Astra győzelemmel zárult.
Jelenleg a magyar női futsal válogatott kapusedzője.
2019-ben elvégezte a life- és sportcoach képzést, amit edzői munkájában és felkérések során alkalmaz.

## Sikerei, díjai

### Kézilabdázóként
- Olimpiai játékok
  - ezüstérmes: 2000, Sydney
  - bronzérmes: 1996, Atlanta
- Világbajnokság
  - ezüstérmes: 1995, Ausztria, Magyarország
- Európa-bajnokság
  - bronzérmes: 1998, Hollandia
- Magyar bajnokság
  - bajnok: 1994, 1995, 1996, 1997, 1998, 1999
- Magyar kupa
  - győztes: 1994, 1995, 1996, 1997, 1998, 1999, 2000
- Francia bajnokság
  - bajnok: 2002
- Szlovén bajnokság
  - bajnok: 2005
- Szlovén kupa
  - győztes: 2005
- EHF-bajnokok ligája
  - győztes: 1999
- EHF-kupa
  - győztes: 1998
- EHF-kupagyőztesek Európa-kupája
  - döntős: 1994, 2006
- EHF-szuperkupa
  - győztes: 1999

### Labdarúgóként
- Magyar bajnokság
  - 3.: 2011–12
- Magyar kupa
  - győztes: 2012[6]